# محمد الصغير مصطفاي
محمد الصغير مصطفاي (1926 - 21 يناير 2016) كان محاميا جزائرياً وخبيراً اقتصادياً ومسؤولًا حكوميًا بارزًا. حصل على درجة الماجستير في القانون والاقتصاد من جامعة السوربون، باريس.تميز بنشاطه الطويل في مناهضة الاستعمار، حيث تولى أدوارًا قيادية في المنظمة السياسية الاستقلالية داخل البلاد ثم في المنفى في تونس، وشارك في مفاوضات اتفاقيات إيفيان التي أسفرت عن استقلال الجزائر. أسس البنك المركزي الجزائري، وأطلق العملة الوطنية، كما منصب محافظ البنك المركزي، ممثلاً الجزائر في مجلس إدارة صندوق النقد الدولي لمدة 20 عاماً (1962 – 1984 م).
لعب مصطفاي دوراً رئيسياً في المفاوضات من أجل تحرير الرهائن الأميركيين في طهران عام 1981.

## حزب الشعب الجزائري
كان ضمن لجنة شكلها حزب الشعب الجزائري لتطهير الحزب من العناصر ذات التوجه العنصري بصفته نشطًا من طلبة الحركة الوطنية بفرنسا.

## اتفاقيات ايفيان
بتكليف من الحكومة المؤقتة للجمهورية الجزائرية، ومقرها تونس، كان الصغير مصطفاي، بصفته خبيرًا ماليًا،عضوًا في الوفد الجزائري الذي تفاوض على اتفاقيات إيفيان من أجل استقلال الجزائر الموقعة في 18 مارس 1962.
غالبًا ما يُخلط بينه وبين عمه الدكتور شوقي مصطفاي، أحد زعماء الحركة المناهضة للاستعمار، وعضو الحكومة المؤقتة للجمهورية الجزائرية (GPRA)، والمعروف بأنه مصمم العلم الجزائري الذي رُفع خلال مظاهرات 8 مايو 1945. بعد لقائه به سراً في المغرب عام 1962، وصف نيلسون مانديلا مصطفاي بأنه أول مُلهم سياسي له.

## البنك المركزي الجزائري

### إنشاء البنك المركزي الجزائري
خلال السنوات التي سبقت استقلال الجزائر، كان الصغير مصطفاي مقيما في تونس وعينته الحكومة التونسية خبيرا لوزارة المالية ومستشارا لمحافظ البنك المركزي التونسي.
وبعد إعلان الاستقلال مباشرة تولى تمثيل الحكومة الجزائرية في مجلس إدارة بنك الجزائر، المؤسسة النقدية الاستعمارية الفرنسية، ليقوم في غضون بضعة أشهر بإنشاء البنك المركزي الجزائري المستقل الجديد "بنك المركزي الجزائري " (BCA) وتمثيل الجزائر في مجالس صندوق النقد الدولي والبنك الدولي.

### الدينار الجزائري واحتياطيات الذهب
وفي عام 1964، أنشأ بإشراف بشير بومعزة، وزير الاقتصاد الوطني، العملة الوطنية، الدينار الجزائري، ثم أسس لاحقا الطباعة السيادية للأوراق النقدية [الإنجليزية] في البلاد، مما جعل الجزائر أول دولة في العالم العربي وإفريقيا تتمكن من طباعة أموالها بشكل مستقل. ساعد البنك المركزي الإفريقي العديد من البلدان الإفريقية على إنشاء بنوكها المركزية وعملاتها الوطنية وطباعة أموالها في الجزائر.
وفي عام 1971، وبعد أن قررت الولايات المتحدة إنهاء قابلية تحويل الدولار الأميركي إلى ذهب على المستوى الدولي، حصل على استثناء من بنك الاحتياطي الفيدرالي الأميركي للجزائر، مما مكنه من إنشاء أول احتياطيات من الذهب في البلاد.

### المنظمات الدولية
كان نشطًا جدًا في تعزيز مصالح دول العالم الثالث في صندوق النقد الدولي وكان أحد المؤسسين الثلاثة لمجموعة 24 (G-24) في عام 1971. مثل الجزائر في صندوق النقد العربي وتعاون خبيرًا مع المنظمات الدولية مثل مؤتمر الأمم المتحدة للتجارة والتنمية (أونكتاد) وبرنامج الأمم المتحدة الإنمائي.

### إعادة قبول الصين في صندوق النقد الدولي
في عام 1980، قرر صندوق النقد الدولي الاعتراف بجمهورية الصين الشعبية (PRC) بدلاً من جمهورية الصين (ROC). وبناء على خبرته وسمعته بعد فترة طويلة للغاية من تمثيل الجزائر ومصالح البلدان الناشئة بشكل عام لدى مجموعة 24 في المؤسسات المالية الدولية، طلبت منه حكومة جمهورية الصين الشعبية تقديم طلب عضوية البلاد في صندوق النقد الدولي، وتمثيل الصين خلال عملية العضوية وبالتالي تنظيم عودتها إلى المجتمع النقدي والمالي الدولي.

## مفاوضات للإفراج عن الرهائن الأميركيين في إيران
في الثاني من نوفمبر 1980، صوت البرلمان الإيراني على قرار إطلاق سراح المواطنين الأميركيين المعتقلين في إيران إذا وافقت الولايات المتحدة على الإفراج عن الأصول الإيرانية المجمدة في البنوك الأميركية، وإعادة الثروة التي جمعها الشاه والتعهد بعدم التدخل في الشؤون الداخلية الإيرانية في المستقبل.
وقد اقترحت عدة شخصيات القيام بدور الوسيط مثل المدعي العام الأمريكي السابق رامزي كلارك الذي أرسله الرئيس جيمي كارتر، ورئيس الوزراء السويدي السابق أولوف بالمه، والأمين العام للأمم المتحدة كورت فالدهايم، لكن هذه الجهود لم تحقق نتائج بسبب تعقيد النزاع المالي بين الكيانات العامة والخاصة في البلدين.
شكّلت الحكومة الجزائرية فريقًا ضمّ سفيريها لدى كل من إيران والولايات المتحدة. وبدأ السفيران في التنقل بين طهران والجزائر حيث وصل الوفد الأميركي. وباعتبارهما دبلوماسيين بلا خبرة في المفاوضات المعقدة والتحكيم المالي الدولي، اقتصر دورهما على نقل الرسائل، ووصفتهم وسائل الإعلام الأميركية بـ "سعاة البريد".
نظم السفيران لقاءً مع الرهائن في طهران للتحقق من حالتهم الصحية، وجمعا رسائل منهم إلى عائلاتهم، ثم نظما تجمعًا في السفارة الجزائرية بواشنطن لتسليم الرسائل إلى أسر الرهائن. ومع ذلك، لم تتمكن مساهمتهما في حل الأزمة من تجاوز هذا الدور.
وقد حُلّ الجانب السياسي من المفاوضات بسرعة، حيث أكدت الولايات المتحدة أن «سياسة الولايات المتحدة هي عدم التدخل، بشكل مباشر أو غير مباشر، سياسياً أو عسكرياً، في الشؤون الداخلية لإيران». 
وبعد تعثر المفاوضات عجز وزير الخارجية الجزائري عن إحراز تقدم وطلب المساعدة من محافظ البنك المركزي والذي كان معروفاً منذ فترة طويلة لدى ممثلي بنك الاحتياطي الفيدرالي باعتباره عضواً في المجتمع المالي الدولي ولدى محافظ البنك المركزي الإيراني. كما نجح في بناء علاقات جيدة مع فريق المفاوضات الإيراني المعروف بـ «لجنة نبوي». تمثلت صعوبة المفاوضات في تحديد المطالب التي يمكن اعتبارها مشروعة من قبل الجانبين، مع تقدير الحكومة الإيرانية للأصول المجمدة بنحو 24 مليار دولار. اقترح محافظ البنك المركزي حلاً يقضي بالإفراج عن جزء كبير من الأصول الإيرانية المجمدة، وسداد الديون السيادية الإيرانية للولايات المتحدة عبر حسابات الضمان (escrow accounts)، مع إنشاء محكمة تحكيم لاحقًا لحل النزاعات المعلقة، مثل الخسائر التي لحقت بالشركات والأفراد الأميركيين بسبب الثورة، وكذلك المطالبات الإيرانية في الولايات المتحدة. وعرض ضمانة البنك المركزي الجزائري لاستقبال الأموال غير المجمدة في حساب ضمان. وقد جُسد الحل الذي صممه في اتفاقية الجزائر الموقعة في 19 يناير/كانون الثاني 1980. وعندما استلم البنك المركزي الجزائري الأصول الإيرانية التي حولتها الولايات المتحدة إلى حسابه في بنك إنجلترا، أُعطيت الإشارة لإطلاق سراح الرهائن الأميركيين في 20 يناير/كانون الثاني 1981.

## الوفاة
توفي في 21 يناير 2016، عن عمر يناهز 89 عامًا

## التكريم
- أحد مقرات بنك الجزائر تحمل اسم «صغير مصطفاي» [ع 10]